# Artemisia molinieri
Espèce
Artemisia molinieri (l'armoise de Molinier) est une espèce de plantes à fleurs du genre Artemisia et de la famille des Asteraceae. C'est une plante vivace endémique de France.

## Publication originale
- Quézel P., Barbero M. & Loisel R.J., 1967. Artemisia molinieri, espèce nouvelle de la flore française. Bulletin de la Société Botanique de France 113(9): 524–531, DOI 10.1080/00378941.1966.10835561.